# 袁弼
袁弼，字世臣，山東濟南府章丘縣人，軍籍，明朝政治人物。進士出身。

## 生平
早年出身國子生，成化七年，山東鄉試中举。成化十四年（1478年）戊戌科會試第一百□名，殿試登進士第二甲第五十九名，后官至刑部员外郎。曾祖父袁仲寬。祖父袁□。父亲袁科。